# Poecilasma inaequilaterale
Poecilasma inaequilaterale är en kräftdjursart som beskrevs av Henry Augustus Pilsbry 1907. Poecilasma inaequilaterale ingår i släktet Poecilasma och familjen Poecilasmatidae.

## Underarter
Arten delas in i följande underarter:
- P. i. breve
- P. i. inaequilaterale